# شعب وادي ثروة (فرع العدين)

تعديل مصدري - تعديل

شعب وادي ثروة محلة تابعة لقرية بني حميد، التابعة لعزلة الاخماس بمديرية فرع العدين إحدى مديريات محافظة إب في الجمهورية اليمنية، بلغ تعداد سكانها 37 حسب تعداد اليمن لعام 2004.